# Joan Iriarte i Ibarz
Joan Iriarte i Ibarz (Barcelona, Barcelonès, 1936 - Sitges, Garraf, 28 de juliol de 2018) va ser un fotògraf català.

## Trajectòria artística
Autodidacta, admirador i seguidor d'Henri Cartier-Bresson, de Francesc Català Roca i de José Ortiz Echagüe, durant la seva trajectòria artística es dedicà especialment al retrat de personalitats, i especialment d'artistes i la seva obra, col·laborant en nombroses publicacions, com National Geographic. Entre els seus treballs, destaquen també les seves imatges de la Unió Soviètica, del Brasil, del Marroc, de l'Àfrica subsahariana, de Venècia, de Nova York, entre d'altres indrets del món. Ha exposat a diverses ciutats com Nova York, Moscou, Venècia, Tòquio o Sitges, la ciutat on va viure des del 1993, amb la qual mantingué una estreta vinculació professional a través d'exposicions i activitats culturals. Ha publicat més de quaranta llibres, entre els quals destaquen Retrats i entorns de Sitges (2006), Sitges d'ahir i de sempre (2007) i, en col·laboració amb el poeta David Jou i Mirabent, Llum de Sitges (2004) i Sitges en blau (2006). Entre els seus treballs més importants destaca la seva documentació gràfica del treball de Josep Maria Subirachs a la Sagrada Família (Subirachs a la Sagrada Família, 1991).
L'any 2007 en el marc de la celebració del 40è Festival Internacional de Cinema de Catalunya - Sitges 2007, l'alcalde Jordi Baijet de la població i Joan Iriarte inauguraren al Baluard Vidal i Quadras l'escultura "Postal de Sitges", dissenyada per mateix Iriarte, dedicada a la fotografia i al cinema. L'obra, de dos metres d'alçada i realitzada amb ferro rovellat, disposa d'una placa commemorativa per homenatjar la tasca realitzada pels creadors d'aquest festival de referència del cinema fantàstic.
La seva obra es compon d'imatges que ens remeten a una poètica dels elements senzills alterats en la significació per una lectura que entronca amb l'imaginari creatiu de Joan Brossa, els dadaistes i els surrealistes. En les seves composicions hi ha també una poètica que apel·la als sentits i a l'erotisme, que vincula l'objecte de la seva obra amb projeccions de Freud o Carl Gustav Jung de la sexualitat humana.
De les darreres exosicions de la seva obra destaquen l'exposició antològica realitzada el 2002 al Mercat Vell i la del 2005 presentant la mostra “Un hivern a Moscou” a l'edifici Miramar. "Realitat i ficció" és una altra de les exposicions, que van tenir lloc a la galeria Agora 3 de Sitges, on s'exhibiren un conjunt d'instantànies originals i peces úniques de l'artista barceloní. El juny de 2018, un mes abans del seu decés, amb motiu dels 25 anys de Joan Iriarte a Sitges, la mateixa galeria Àgora 3 va exposar una faceta artística menys coneguda amb la mostra d'una selecció de dibuixos de l'artista que formen part de la col·lecció ‘Traços de la meva memòria’.

## Reconeixements
El 1972 se li atorgà el premi Pravda de fotografia, amb el tema "Els valors humans a través del periodisme i la fotografia".
El 2006 l'Ajuntament de Sitges li va retre un homenatge amb una placa a la Plaça dels Artistes.
El 2011 el Grup d'Estudis Sitgetans la va atorgar el premi Josep Maria Jornet de fotografia.